# Wehratal (Bannwald)
Das Gebiet Wehratal ist ein mit Verordnung vom 27. Januar 1970 durch die Körperschaftsforstdirektion Freiburg ausgewiesener Bannwald (Schutzgebiet-Nummer 100006) in Baden-Württemberg. 2015 und 2017 wurde das Bannwald-Gebiet erweitert.

## Lage
Der ursprünglich 122,7 Hektar große, zum Naturraum Hochschwarzwald gehörende Bannwald ist nahezu deckungsgleich mit dem Naturschutzgebiet Bannwald Wehratal. Er liegt nördlich der Stadt Wehr und umfasst den landschaftlich interessantesten Teil der Wehratalschlucht. Er ist Teil des FFH-Gebiets Nr. 8313-341 Weidfelder bei Gersbach und an der Wehra und auch Teil des Vogelschutzgebiets Nr. 8114-441 Südschwarzwald. Außerdem gehört das gesamte Wehratal zum Naturpark Südschwarzwald.
2015 wurde durch eine Sammelverordnung (Biosphären-Bannwälder-VO) des Regierungspräsidiums Freiburg das Bannwaldgebiet unter dem Namen Wehratal-Erweiterung um 110,0 Hektar erweitert. Diese Erweiterung grenzt nordöstlich an den bestehenden Bannwald an und folgt dem Oberlauf der Wehra rund vier Kilometer. Die Erweiterung liegt teilweise auch auf dem Gebiet der Stadt Schopfheim. Am 2. Mai 2017 wurde das Schutzgebiet durch die zweite Biosphären-Bannwälder-VO des Regierungspräsidiums Freiburg nochmal um drei Teilbereiche (Wehratal-Ost mit 27,0 ha, Wehratal-Südost mit 16,6 ha und Wehratal-Südwest mit 5,8 ha), erweitert. Zusammen sind dadurch inzwischen 282,1 Hektar als Bannwald im Wehratal geschützt.

## Schutzzweck
In Baden-Württemberg sind Bannwälder Totalreservate, in denen jegliche Nutzung per Rechtsverordnung verboten ist. In anderen Ländern Deutschlands sind die Totalreservate unter dem Namen Naturwaldreservat, Naturwaldparzelle, Naturwaldzelle oder Naturwald bekannt. Bannwälder dienen der wissenschaftlichen Erforschung natürlicher Abläufe in Wäldern. Durch ihren Reichtum an Struktur und abgestorbenem Holz sind Bannwälder Rückzugsgebiete für viele bedrohte Tier-, Pflanzen- und Pilzarten.
Schutzzweck des Bannwaldes Wehratal ist es gemäß Schutzgebietsverordnung, die unbeeinflusste, spontane Entwicklung des Waldes mit seinen Tier- und Pflanzenarten (Schutz des Sukzessionsablaufs, Prozessschutz) sowie die wissenschaftliche Beobachtung der Entwicklung zu gewährleisten. Dies beinhaltet den Schutz der Lebensräume und -gemeinschaften, die sich im Gebiet befinden, sich im Verlauf der eigendynamischen Entwicklung des Waldbestandes innerhalb des Schutzgebietes ändern oder durch die eigendynamische Entwicklung entstehen.

## Betreuung
Wissenschaftlich betreut wird der Bannwald durch die Forstliche Versuchs- und Forschungsanstalt Baden-Württemberg (FVA).